# Devils Tower
Devils Tower (česky Ďáblova věž) je skalní útvar typu kamenné varhany ve státě Wyoming v USA. Dosahuje výšky 264 m, vystupuje 386 m nad okolní terén, nadmořskou výšku má 1559 m, u úpatí má průměr 305 m.
Útvar sopečného původu je typickou ukázkou sloupcové odlučnosti. Vznikl zhruba před 50 miliony let, kdy byla žhavá láva vytlačena k povrchu. Později byly díky erozi odstraněny okolní měkčí horniny, takže zůstala pouze osamocená Ďáblova věž. Rozpraskaný povrch je důsledkem chladnutí a krystalizace lávy. Podle pověsti však zvrásněný povrch stěn způsobil medvěd, který se snažil vyškrábat na vrchol, kde se ukrylo sedm dívek. Kolem Devils Tower vede veřejně přístupná trasa (okruh), měřící asi 2,1 kilometrů. Devils Tower byl a je velmi posvátný pro indiány.
Devils Tower je první národní památkou Spojených států. Za národní památku ji prohlásil 24. září 1906 prezident Theodore Roosevelt.
Ďáblova věž si zahrála také ve filmu Blízká setkání třetího druhu, kde u ní přistáli mimozemšťané.